# 4408 Zlatá Koruna
4408 Zlatá Koruna là một tiểu hành tinh vành đai chính với chu kỳ quỹ đạo là 1292.3060156 ngày (3.54 năm).
Nó được phát hiện ngày 4 tháng 10 năm 1988.